# Helina unistriata
Helina unistriata este o specie de muște din genul Helina, familia Muscidae, descrisă de Ma și Wang în anul 1984. Conform Catalogue of Life specia Helina unistriata nu are subspecii cunoscute.